# Michael E. Biggins
Michael E. Biggins, ameriški prevajalec slovenske književnosti v angleščino, * 1954.

## Življenje in delo
Michael E. Biggins je diplomiral iz nemščine na univerzi v Kansasu (1976), magistriral iz bibliotekarstva in informacijskih znanosti na univerzi v Illinoisu (1988), magistriral iz germanskih jezikov in književnosti na univerzi v Kansasu (1978) in diplomiral iz slovanskih jezikov in literature prav tako na univerzi v Kansasu (1978). Kot knjižničar skrbi za slovanske in vzhodnoevropske zbirke knjižnice Univerze Washington v Seattlu. Je tudi izredni profesor na tamkajšnjem oddelku za slovenistiko, kjer poučuje slovenski jezik.

### Biggins in slovenščina
S slovenščino se je srečal med študijem, leta 1980 se je udeležil seminarja slovenskega jezika, literature in kulture v Ljubljani. Slovenščina se mu je kot govorcu ruščine in nemščine zdela kot nekakšno stičišče obeh jezikov in na neki način tudi kulture. Prvi roman, ki ga je prevedel v angleščino, je bil Jančarjevo Posmehljivo poželenje. Najbolj je poznan po prevodu Bartolovega Alamuta, ki se ga je lotil leta 2003 na pobudo založnika iz Seattla. Za nekatere druge prevode se je odločil sam. Za Vojnovićev Čefurji raus pravi, da je neprevedljiv zaradi specifičnega jezika in s stališča težavnosti prevajanja primerljiv z Joycevim Finneganovim bdenjem. Prevaja sodobno književnost, ker zna le-ta bolje nagovoriti današnje anglojezične bralce.

### Prevodi iz slovenščine v angleščino
- Vladimir Bartol. Alamut. Seattle: Scala House Press, 2004. (Evropska izdaja: Ljubljana: Sanje, 2005. Broširana izdaja: San Francisco: North Atlantic Books, 2007).(COBISS)
- Mate Dolenc. Sea at Eclipse (Morje v času mrka). Ljubljana: Litterae Slovenicae, 2011. (COBISS)
- Drago Jančar. Mocking Desire (Posmehljivo poželenje). Evanston, Ill.: Northwestern University Press, 1998.(COBISS)
- Drago Jančar. Northern Lights (Severni sij). Evanston, Ill.: Northwetern University Press, 2001.(COBISS)
- Drago Jančar. The Galley Slave (Galjot). Champaign: Dalkey Archive Press, 2011. Nagrada časopisa Publishers’ Weekly 3. okt. 2011. (COBISS)
- Drago Jančar. The Tree With No Name (Drevo brez imena). Champaign: Dalkey Archive Press, 2014. (COBISS)
- Florjan Lipuš. The Errors of Young Tjaž (Zmote dijaka Tjaža). Champaign: Dalkey Archive Press, 2013.(COBISS)
- Boris Pahor. Pilgrim Among the Shadows: A Memoir (Nekropola). New York: Harcourt Brace, 1995.(COBISS)
- Tomaž Šalamun. The Blue Tower. New York: Houghton Mifflin Harcourt, 2011.(COBISS)
- Tomaž Šalamun. Blackboards (Table). New York: Saturnalia Press, 2004.(COBISS)
- Tomaž Šalamun. A Ballad for Metka Krašovec (Balada za Metko Krašovec). Praga: Twisted Spoon Press, 2001.(COBISS)

V kratkem bodo izšli še trije novi prevodi:
- Vladimir Barto. Al-Araf (Al-Araf). Ljubljana: Sanje, 2015.(COBISS)
- Drago Jančar. I saw her that night (To noč sem jo videl). Champaign: Dalkey Archive Pres, 2015.
- Lojze Kovačič. Newcomers (Prišleki). New York: Archipelago Books, 2016.(COBISS)

### Nagrade
Biggins je prejemnik Lavrinove diplome (2015) Društva slovenskih književnih prevajalcev. 
Leta 2023 je bil izvoljen za dopisnega člana SAZU. 